# Clepsydra Geyser
De Clepsydra Geyser is een geiser in het Lower Geyser Basin dat onderdeel uitmaakt van het Nationaal Park Yellowstone in de Verenigde Staten. De geiser spuit het waren circa 14 meter hoog. Deze eruptie vindt sinds een aardbeving in 1959 haast constant plaats. Tijdens de expeditie van T. B. Comstock in 1878 kreeg de geiser haar naam.

## Galerij
- Afbeeldingen van de Clepsydra Geyser
- Clepsydra Geyser (2019)
- 1960
- 1961
- 1965
- 2003